# Tommo
La Tommo Inc. è un'azienda americana con sede a City of Industry e Pomona (California), specializzata nello sviluppo e distribuzione di videogiochi.

## Storia
L'azienda venne fondata nel 1989, per via delle modeste disponibilità economiche iniziali, la Tommo nacque come piccola società per la distribuzione di videogiochi indipendente con la prospettiva di vendere e importare i giochi delle altre aziende più grandi.
Col passare degli anni, Tommo Inc. è diventato un editore presente in tutto il mondo, in grado di produrre sotto licenza molti giochi e accessori su più piattaforme di intrattenimento, tra cui PlayStation 2, PlayStation 3, PlayStation Portable (PSP), Xbox 360, Nintendo Wii, Nintendo DS (tutte le versioni). Inoltre è presente anche nel mondo dei software, tra cui Steam, GOG.com, iTunes, Google Play e Amazon.com.
Nel luglio 2013, ha acquistato la Humongous Entertainment inclusi più di 100 giochi classici dalla procedura fallimentare da parte di Atari.